# Cucullia juda-orum
Cucullia juda-orum är en fjärilsart som beskrevs av Embrik Strand 1921. Cucullia juda-orum ingår i släktet Cucullia och familjen nattflyn. Inga underarter finns listade i Catalogue of Life.